# Sprakebüll
Sprakebüll (tiếng Đan Mạch: Spragebøl, North Frisian: Språkebel) là một đô thị thuộc huyện Nordfriesland, bang Schleswig-Holstein, Đức.